# Lloret de Vistalegre
Lloret de Vistalegre è un comune spagnolo di 1 275 abitanti situato nella comunità autonoma delle Baleari, sull'isola di Maiorca.